# 프리돌리나 롤푀
프리돌리나 롤푀(스웨덴어: Fridolina Rolfö, 1993년 11월 24일 ~ )는 스웨덴의 여자 축구 선수이다. 포지션은 공격수이며, 현재 독일 프라우엔-분데스리가의 VfL 볼프스부르크에서 활동하고 있다.

## 클럽 경력
2008년부터 2010년까지 디비시온 4 소속 축구 클럽인 퇼뢰 소속으로 활약했으며 2011년에 이텍스로 이적하면서 다말스벤스칸 무대에 데뷔했다. 2011년에는 스웨덴 예테보리에서 발행되는 지역 일간 신문인 《예테보리 포스텐》(Göteborgs-Posten)이 선정한 올해의 여자 청소년 선수로 선정되는 영예를 안았다.
2014년에는 린셰핑으로 이적했고 잉글랜드 FA 여자 슈퍼리그 우승 클럽인 리버풀과의 UEFA 여자 챔피언스리그 데뷔전에서 해트트릭을 기록했다. 2016년 11월에는 독일 프라우엔-분데스리가 소속 여자 축구 클럽인 바이에른 뮌헨과 1년 6개월 동안의 계약을 체결했다. 2019년 5월에는 볼프스부르크로 이적했다.

## 국가대표 경력
2011년부터 2012년까지 스웨덴 U-19 여자 축구 국가대표팀에서 활약했으며 2012년 UEFA U-19 여자 축구 선수권 대회에서 스웨덴의 우승에 기여했다. 2014년 10월 29일에 열린 독일과의 친선 경기에서 데뷔했는데 스웨덴은 해당 경기에서 독일에 1-2로 패배했다.
2016년 리우데자네이루 하계 올림픽에서는 미국과의 8강전 경기에서 일어난 발허리뼈 골절로 인해 중도 하차했는데 스웨덴은 해당 대회에서 은메달을 획득했다. 2019년 FIFA 여자 월드컵에서는 스웨덴이 3위를 차지하는 데에 기여했다. 그 외에 UEFA 여자 유로 2017에 참가했다.

## 수상

### 클럽
린셰핑 FC
- 다말스벤스칸 1회 우승 (2016)
- 여자 스벤스카 쿠펜 2회 우승 (2013-14, 2014-15)

### 국가대표
- 2012년 UEFA U-19 여자 축구 선수권 대회 우승
- 2016년 리우데자네이루 하계 올림픽 여자 축구 은메달
- 2019년 FIFA 여자 월드컵 3위